# صالح حشاد
صالح حشاد (1938 -) هو طيار مغربي سابق، كان يحمل رتبة قائد سرب ويعد من أوائل الطيارين المغاربة حيث كان من المتخرجين الأوائل في هذا المجال من المغاربة. يصفه بعض الدارسين في المغرب بكونه أحد أحسن وأبرع الطيارين الذين مروا في تاريخ المغرب. وقد ضل مجهولا في بلده نظرا لارتباط اسمه محاولة انقلاب أوفقير على الملك الحسن الثاني.

## طفولة حشاد
ولد الطيار صالح حشاد في بني ملال بالضبط في قرية أولاد ايعيش في المغرب عام 1938، وكان ينتمي إلى أسرة متوسطة. كان الطيار ضيفا على برنامج شاهد على العصر الذي يقدمه الإعلامي أحمد منصور مقدم البرنامج الذي بثته قناة الجزيرة سنة 2009 وروى صالح حشاد في إحدى الحلقات وقال لمقدم البرنامج أنه عندما كان طفلا صغيرا، قام بعض الجنود الفرنسيين بقمع ثورة في مدينة خريبكة المغربية وقد استعملوا لإخماد هذه الثورة طائرة حربية كانت تحلق فوق المدينة وتطلق النار بواسطة مدافع رشاشة، وقد نجى بأعجوبة من الطلقات العشوائية التي أطلقت من هذه الطائرة، ومنذ ذلك اليوم قرر أن يصبح طيارا.

## الدراسة العسكرية
التحق بالمدرسة العسكرية في مراكش في فبراير عام 1957، ثم أرسِل للتدريب على الطيران الحربي في فرنسا حيث أكمل دراسته عام 1959. كان أحد طياري الميغ التي أهداها السوفيات إلى الملك محمد الخامس في العام 1960، كما كان صالح حشاد آخر طيار ودع الميغ السوفياتية عام 1965 في استعراض جوي جرى في المغرب وذلك بعد التحالف الكامل الذي أقامه الحسن الثاني ملك المغرب آنذاك مع الولايات المتحدة الأميركية. أرسِل بعدها حشاد للدراسة والتدريب على الطائرات أف 5 الأميركية فائقة السرعة وذلك في قاعدة فنس إيرفورس في ولاية أوكلاهوما الأميركية حيث بقي هناك إلى العام 1967 وكان الأول على دفعته حيث تفوق حتى على الطيارين الأميركيين وحصل على أعلى درع عسكري أميركي يمنح للطيارين المقاتلين آنذاك. عاد صالح حشاد إلى المغرب ليصبح طيارا في قاعدة القنيطرة الجوية ثم أرسِل مرة أخرى إلى الولايات المتحدة الأميركية عام 1968 وبقي عاما كاملا يدرس أحدث التقنيات العسكرية في الكلية الجوية في قاعدة مونتغمري في ولاية ألاباما وكان الطيار الوحيد غير الأمريكي الذي شارك بطائرته في حفل التخرج وذلك بسبب تفوقه وبراعته العسكرية.

## المحاولة الانقلابية
عاد صالح حشاد بعد انتهاء دراسته في الولايات المتحدة إلى قاعدة القنيطرة الجوية في المغرب حيث تدرج في المسئوليات بها من قائد سرب إلى قائد فيلق جوي ثم رئيسا للعمليات في القاعدة. وفي 16 أغسطس 1972 انقلبت حياته رأسا على عقب، فقد كان قائد سرب الطائرات التي أقلعت من قاعدة القنيطرة الجوية لمرافقة طائرة ملك المغرب الحسن الثاني حال دخول الأجواء المغربية قادما من فرنسا، فوجئ حشاد الذي كان قائدا للسرب بثلاثة من الطيارين المرافقين له يفتحون نيران أسلحتهم على طائرة الحسن الثاني المدنية التي أصيبت في معظم أجزائها، ورغم إصابة طائرة الملك إصابات قاتلة حتى أن بعض محركاتها بدأت تحترق إلا أنها تمكنت من الهبوط ونجا الحسن الثاني في تلك المحاولة الانقلابية الشهيرة الفاشلة التي قادها الجنرال محمد أوفقير وزير الدفاع آنذاك والتي كانت الثانية ضد الحسن الثاني خلال عام واحد بعد محاولة انقلاب الصخيرات التي وقعت في العاشر من يوليو/ تموز عام 1971، قبض على الطيار صالح حشاد وعلى من بقي على قيد الحياة من المشاركين في المحاولة الانقلابية وعلى رأسهم قائد سلاح الطيران وقائد قاعدة القنيطرة الجوية وأعدم الكثير من الطيارين والضباط. أما قائد المحاولة الجنرال محمد أوفقير فهناك روايات متعددة عن مصيره، بعضها يشير إلى أنه قد انتحر بينما تشير أخرى إلى أنه قد نحر، وحكم على صالح حشاد بالسجن عشرين عاما قضى منها ثمانية عشر عاما في سجن تازمامرت.

## وصلات خارجية
- فيديو : جميع حلقات شاهد على العصر - صالح حشاد(قناة الجزيرة 2009)